# 暴風少年之紐約教父
《暴風少年之紐約教父》是一部1999年上映的香港電影，由彭俊偉及李釗導演，監製為李釗，鄭浩南、楊澤霖及彭家麗領銜主演。

## 劇情概要
澳門警司阿南在之前的任務被阿勝陷害至被革職，他失望之下前往唐人街，此時，阿祥推薦他投靠當地教父霍豪。但其實，霍豪和阿祥早已合作，兩人打算陷害阿南，豪手下阿成吩咐南幹大事，但其實也是陷害其，南被黑白兩道追殺，此時，祥也帶領手下，準備消掉南這個眼中釘...

## 演員
| 演員   | 角色   | 備註 |
| 鄭浩南 | 高長官 | 阿南 前澳門警司，因被發現和阿天有親密來往而被革職 調查祥哥 前往唐人街，並投靠教父霍豪 最後被阿祥手下殺死 |
| 彭家麗 | Anna   | 澳門警察 協助阿南（高長官）                                                                              |
| 尹揚明 | 阿文   | 澳門警察 協助阿南（高長官）                                                                              |
| 楊澤霖 | 阿祥   | 本片終極大反派 祥哥 和霍豪合作陷害阿南（高長官） 最後帶領手下殺死高長官                                  |
| 梁少迪 | 霍豪   | 本片大反派 豪哥 唐人街教父 阿祥之兄弟 最後被警方殺死                                                     |
| 駱達華 | 阿成   | 本片反派 霍豪之手下 陷害高長官（阿南）                                                                   |